# لاگونا مادره (مکزیک)
لاگونا مادره (به اسپانیایی: Laguna Madre) یک منطقهٔ مسکونی در مکزیک است که در تامائولیپاس واقع شده‌است.